# Budacu de Jos
Budacu de Jos – wieś w Rumunii, w okręgu Bistrița-Năsăud, w gminie Budacu de Jos. W 2011 roku liczyła 822 mieszkańców.